# Сентер, Жан-Шарль де
Жан-Шарль де Сентер (Сен-Нектер) (фр. Jean-Charles de Senneterre (Saint-Nectaire); 11 ноября 1685 — 23 января 1771), маркиз де Сен-Виктур — французский военачальник и дипломат, маршал Франции.

## Биография
Сын Франсуа де Сен-Нектера (ум. 1710), графа де Бринона (Сентера), и Мари де Бешийон.
Лейтенант драгунского полка Сентера (30.05.1703), служил в Итальянской армии, участвовал во взятии Остильи и бомбардировке Тренто (1703), взятии Верчелли (20.07.1704). 14 сентября получил роту в полку Сентера (позднее Апшона), был при взятии Ивреи (17.09), ее замка и цитадели (28.09).
5 апреля 1705, после отставки графа де Лаваля, перешедшего в Бурбонский полк, получил пехотный полк своего имени. 10 апреля был при взятии Верруа, участвовал в осаде Кивассо, предпринятой герцогом Вандомским, оттуда прибыл к своему полку в Сирк, у которого стояла лагерем армия короля, возглавляемая маршалом Вилларом. В конце кампании выступил в Нидерланды.
В 1706 году служил в Рейнской армии Виллара, принимал участие в деблокировании Форлуи 1 мая. В июне его полк был отправлен в Нидерланды. В 1707 году служил во Фландрской армии герцога Вандомского, в 1708-м выступил в Эльзас, откуда вернулся в Нидерланды с частью Эльзасской армии. В 1709—1711 годах служил во Фландрской армии, в 1710-м оборонял Сен-Венан, где был ранен при взрыве гранаты. Сен-Венан сдался 29 сентября. В 1711 году был осажден в Бушене, который сдался 13 сентября после 21 дня осады, и попал в плен вместе с гарнизоном. Был обменян в 1713 году. 12 ноября 1714 его полк был расформирован, а сам Сентер 10 декабря стал полковником запаса Нормандского полка.
Бригадир (1.02.1719). 1 июля 1731, после отставки маркиза де Лаферте, стал полковником Ла-Маршского пехотного полка. Кампмаршал (20.02.1734).
В апреле 1734 был направлен послом к королю Сардинии, 1 мая назначен в Итальянскую армию, сопровождал сардинского короля во время битвы при Гуасталле 19 сентября. Генерал-лейтенант (18.10.1734). В следующем году служил при взятии Гонзаги и Реджоло в мае, Ревере и Гоито в июне.
В 1743 году снова был послом в Турине, но не смог помешать Сардинии присоединиться к противникам Франции и в октябре вернулся ко двору. 1 февраля назначен в Итальянскую армию принца Конти, 2 апреля прошел Варским перевалом и содействовал взятию замков Апремона, Ютеля, Ниццы, Кастельново, Ла-Скарена, Пельи, Кастильоне и Ла-Тюрби. Командовал дивизий центра при атаке ретраншементов Вильфранша, взятого 21 апреля, был при взятии форта Монтальбан 23-го, цитадели Вильфранша 25-го и участвовал в переходе через Альпы долиной Стуры.
В ночь с 18 на 19 июля атаковал и обратил в бегство противника на высотах Валлории, открыв путь в ее долину для пехотной колонны. Содействовал взятию Шато-Дофена и Демонте (17.08). Был при осаде Кунео, обложенного 13 сентября; во время этой осады командовал пехотой, ставшей лагерем на левом берегу Стуры и 30-го руководил правым крылом армии в битве при Кунео. Разбитый противник отступил в беспорядке, а Сентер был опасно ранен в бедро.
Рыцарь орденов короля (2.02.1745), 1 апреля был направлен в армию маршала Майбуа. Командовал пехотным корпусом, прикрывавшим переход армии на виду у пьемонтских войск, служил при осаде Тортоны, капитулировавшей 14 августа, и осаде ее замка, сдавшегося 3 сентября. Был при взятии Пьяченцы (12 сентября), Пьоверы (15-го) и Павии (22-го). 27-го сражался при Ривароне, где командовал одной из атак. Участвовал в осаде Алессандрии, сдавшейся 12 октября, Валенцы, принужденной к сдаче путем блокады 30-го, Асти, взятого 17 ноября. Руководил осадой Казале, который взял 29-го, на восьмой день после открытия траншеи. Зиму провел в Казале, командуя войсками в Монферрате.
6 апреля 1746 был снова назначен в Итальянскую армию, находился при осаде и взятии Акви 4 мая, Понцоне и Терцо 6-го, Монтабони 10-го. Сражался при Сан-Ладзаро 16 июня, 9 августа переправился через По. Имел поручение с двенадцатью батальонами испанцев и двумя французскими бригадами прикрыть мост Ромеа, обеспечив подход основных сил, а затем должен был возглавить авангард союзной армии. Выступив 10-го, маркиз был вынужден пройти Тидонским шоссе, запруженным повозками, и, подойдя к мосту около пяти часов ночи, обнаружил, что императорские генералы Ботта Адорно и Бернклау перешли Тидоне и выстроили свой 18-тысячный корпус в боевой порядок.
В шесть часов утра маркиз атаковал противника. Сражение продолжалось до полудня, Сентер отразил три неприятельские атаки, в ходе третьей один из австрийских генералов был убит, после чего неприятель отступил обратно за Тидоне и ретировался в Вольтофредо. Под маркизом была убита лошадь, а успех в этом деле позволил французской армии и гарнизону Пьяченцы закончить переправу через По, хотя в целом исход битвы при Роттофредо был для союзников неудачным. В конце кампании французы отступили в Прованс, оставив Сентера у Сен-Лорана прикрывать Варский проход силами тридцати французских и испанских батальонов.
Направленный 1 мая 1747 во Фландрскую армию, маркиз командовал пехотой левого фланга в битве при Лауфельде, а когда армия отправилась на зимние квартиры, без потерь со своей стороны отразил значительный отряд гусар, вышедший из Сен-Трона и напавший на арьергард, которым он командовал. 15 апреля 1748 был снова определен во Фландрскую армию, 8 апреля выступил на завоевание герцогства Лимбург и участвовал в осаде Маастрихта, который был взят 7 мая. Затем командовал всей первой линией, кантонированной на Демере.
1 ноября 1756 получил командование в Пуату, Сентонже и Они. 24 февраля 1757 в Версале был назначен маршалом Франции и 27-го принес присягу.

## Семья
Жена (7.10.1713): Мари-Марта де Сен-Пьер (ум. 17.09.1756), дочь Анри де Сен-Пьера, сеньора де Сен-Жюльен-сюр-Каллонжа, и Мадлен де Буассера д’Эрбеле
Сын:
- Анри-Шарль (1714—9.03.1785), называемый графом де Сентером, полковник пехотного полка Сентера, ослеп. Жена (15.08.1738): Мари-Луиза-Виктуар де Крюссоль, дочь Филиппа-Эмманюэля де Крюссоля, маркиза де Сен-Сюльписа